# Peter Štumpf
Peter Štumpf, slovenski škof, teolog, zgodovinar in salezijanec, * 28. junij 1962, Murska Sobota.
Štumpf izhaja iz Prekmurja. Študiral je na ljubljanski Teološki fakulteti in Papeški univerzi v Tortinu. Duhovniško posvečenje je prejel 29. junija 1990 in nato deloval v več župnijah po Sloveniji. 
10. septembra 2006 je bil imenovan za mariborskega pomožnega škofa. Leta 2009 je postal škof v Murski Soboti. 29. novembra 2024 ga je bil imenovan, 1. februarja 2025 pa  umeščen za koprskega škofa.

## Mladost in izobraževanje
Rodil se je 28. junija 1962 v Murski Soboti. Osnovno šolo je obiskoval v domačih Beltincih. Leta 1977 se je vpisal v Srednjo versko šolo v Želimlju, leta 1983 je pa maturiral na Gimnaziji Poljane v Ljubljani. Pri salezijancih v Želimljah se je pripravljal na redovno življenje. Po noviciatu je 9. avgusta 1980 napravil prve redovne zaobljube.
Vojaški rok je služil v Zagrebu. Leta 1984 se je vpisal na študij na Teološki fakulteti v Ljubljani. Dve leti je študiral filozofijo in se nato na študij teologije vpisal na Teološko fakulteto Salezijanske papeške univerze v Torinu. Leta 1989 je študij tam končal z diplomo iz mariologije.
Leta 1994 je magistriral moralne teologije, in sicer s tezo Mladostniki in zakrament sprave. Pod mentorstvom Vinka Potočnika in somentorstvom Bogdana Kolarja je leta 2002 na ljubljanski teološki fakulteti doktoriral s temo Jožef Klekl st. (1874–1948) kot publicist v prizadevanju za ohranitev katoliške vere v Slovenski krajini (Prekmurje). Dr. Štumpf je priznan predvsem kot ekspert za cerkveno zgodovino Prekmurja v 19. v 20. stoletju.

## Duhovniška pot
V duhovnika salezijanca je bil posvečen 29. junija 1990 v Mariboru. Kot kaplan je sprva deloval v župniji Rakovnik v Ljubljani in nato v Sevnici. Leta 1994 je postal župnik na Igu, leta 1998 pa je za eno leto prevzel upraviteljstvo župnije Zabukovje nad Sevnico. Nato je župnikoval tudi v mariborski župniji sv. Janeza Boska, nato še v Veržeju. Leta 2003 je postal župnik župnije Marije Pomočnice na Rakovniku, kjer je nekoč že deloval kot kaplan. Bil je tudi dekan dekanije Ljubljana-Vič/Rakovnik.

### Škof
Msgr. Štumpf je bil 24. maja 2006 imenovan za mariborskega pomožnega škofa. Škofovsko posvečenje je prejel 10. septembra 2006. To mesto je zapustil 28. novembra 2009, ko ga je papež Benedikt XVI. imenoval za murskosoboškega škofa.
Od 24. marca 2022 opravlja funkcijo podpredsednika Slovenske škofovske konference za obdobje petih let (do leta 2027).
Papež Frančišek je 29. novembra 2024 Petra Štumpfa imenoval za novega koprskega škofa, kamor je bil umeščen 1. februarja 2025. Ob tem je ostal apostolski administrator murskosoboške škofije.